# R°
『R°』（アール）は、ルルティアの1枚目のアルバム。

## 解説
2002年3月6日に発売された。全作詞作曲はルルティア。編曲はルルティア・佐藤鷹。
シングル曲「愛し子よ」や「ロスト バタフライ」他、シングルのカップリング曲等を含む全10曲収録。収録曲の「エレメンツ」「ハートダンス」はそれぞれ、シングルのカップリングとして発表したスキャットバージョンの原曲である。収録曲は「エレメンツ」を除く9曲（「僕らの箱庭」はインストゥルメンタルとして使用）が、ラジオドラマ『恵みの島〜星のつぶやき』の挿入歌として使用されている。発売前の2月17日には、excite MUSICの特設ページにおいて『Listening Party of R°』と題したアルバム全曲先行試聴が行われた。
本作は特定の店舗を対象に『ルルティア文庫』の第1巻『R°+』が先着で配布されるキャンペーンが行われた。また、初回プレス盤にはアンケート葉書が封入されており、抽選で100名にオリジナルグッズが当たるキャンペーンも行われた。

## 収録曲
1. エレメンツ
  - 劇団AND ENDLESS 10周年記念公演『美しの水』劇中歌
2. 知恵の実
3. 愛し子よ
4. ロスト バタフライ
5. 赤いろうそく
6. 雨の果て
7. 僕の宇宙 君の海
8. 僕らの箱庭
9. 銀の炎
10. ハートダンス
  - MOVIE HUSTLE短編映画『きみの秘密、僕のこころ -your secret & my heart-』オープニングテーマ